# Micrococca oligandra
Micrococca oligandra är en törelväxtart som först beskrevs av Johannes Müller Argoviensis, och fick sitt nu gällande namn av David Prain. Micrococca oligandra ingår i släktet Micrococca och familjen törelväxter. Inga underarter finns listade i Catalogue of Life.